# Klingonščina
Klingonščina (tlhIngan Hol) je umetni jezik, ki ga govorijo Klingonci v vesolju nanizanke Zvezdne steze. Za Paramount Pictures ga je ustvaril Marc Okrand.
Klingonščina ima vrstni red stavčnih členov predmet – povedek – osebek, kar naj bi jeziku dalo tuj pridih. Piše se večinoma v latinici; uporablja se tako velike kot male črke, ki pa niso zamenljive, kar pomeni, da je za zapis vsake besede predpisana točno določena kombinacija velikih in/ali malih črk; drugačna kombinacija v nekaterih primerih lahko predstavlja povsem drugo besedo (mali q in veliki Q sta dve različni črki). Abeceda vključuje tudi apostróf, ki se v klingonščini šteje za črko, ne za ločilo. 
a b ch D e gh H I j l m n ng o p q Q r S t tlh u v w y ʼ
Jezik je postal izredno priljubljen med oboževalci Zvezdnih stez, nekateri so se ga celo naučili. Duolingo, brezplačna aplikacija za učenje tujih jezikov, ima na voljo tečaj klingonščine v angleškem jeziku. Obstajajo internetne strani v klingonščini, med drugim klingonsko različico svojega iskalnika ponuja Google.
Klingonščina ima ISO 639 jezikovno kodo tlh.

## Primeri besed in stavkov
| Klingonščina | Slovenščina |
| ------------ | ----------- |
| Qapla'       | uspeh       |
| loD          | moški       |
| be'          | ženska      |
| puq          | otrok       |
| HISlaH       | da          |
| ghobe'       | ne          |
| tlhIngan     | Klingon     |
| Hol          | jezik       |
| yaj          | razumeti    |

tlhIngan maH!
Mi smo Klingonci!
tlhIngan Hol Dajatlhʼaʼ?
Govoriš klingonščino?
jIyaj.
Razumem.
jIyajbeʼ.
Ne razumem.
bIlughbeʼ.
Nimaš prav.